# Superliga de Colombia 2015
La Superliga de Colombia 2015 (oficialmente y, por motivos de patrocinio, Superliga Postobón 2015) fue la cuarta edición (4a) del torneo oficial de fútbol colombiano que enfrentó a Atlético Nacional, el cual resultó campeón del torneo Apertura 2014, contra Santa Fe, el cual resultó campeón del Finalización 2014. El campeón de la Superliga, concederá un cupo a la Copa Sudamericana 2015.
Santa Fe fue el campeón al vencer a Atlético Nacional 3-2 en el global.

## Sistema de juego
La Superliga de Colombia se disputa a dos enfrentamientos directos de ida y vuelta, entre los dos campeones de los torneos de liga organizados en el año inmediatamente anterior. El equipo que haya tenido más puntos en la tabla de reclasificación 2014, en este caso Independiente Santa Fe, juega el partido de ida como visitante y el encuentro de vuelta en condición de local.
El equipo que tras los dos enfrentamientos finalice con más puntaje, es coronado como campeón. En caso de que terminen con la misma cantidad de puntos, el desempate se hace mediante la diferencia de goles, siendo campeón el de mejor diferencia. Si el empate persiste, el campeón se define mediante los tiros desde el punto penal.

## Llave
|                | vs. | Bandera del departamento de Antioquia |
| -------------- | --- | ------------------------------------- |
| Santa Fe 1 2 3 | vs. | Atlético Nacional 2 0 2               |

## Participantes
| Santa Fe                          | Atlético Nacional         |
| --------------------------------- | ------------------------- |
| Estadio Nemesio Camacho El Campín | Estadio Atanasio Girardot |
| Capacidad: 36.343                 | Capacidad: 46.412         |
|                                   |                           |
| Bogotá                            | Medellín                  |

|   | Equipo            | Vía de clasificación                                  | Fecha de clasificación  | Participaciones | Última participación | Mejor desempeño |
| - | ----------------- | ----------------------------------------------------- | ----------------------- | --------------- | -------------------- | --------------- |
| 1 | Atlético Nacional | Campeón Torneo Apertura 2014 (14.º título de Liga)    | 21 de mayo de 2014      | 2               | 2014                 | Campeón 2012    |
| 2 | Santa Fe          | Campeón Torneo Finalización 2014 (8.º título de liga) | 21 de diciembre de 2014 | 1               | 2013                 | Campeón 2013.   |

## Partidos

### Partido de ida
| 34         | POR        | Franco Armani       |     |
| 2          | DEF        | Daniel Bocanegra    |     |
| 12         | DEF        | Alexis Henríquez    |     |
| 3          | DEF        | Óscar Murillo       |     |
| 14         | MED        | Jairo Palomino      |     |
| 22         | MED        | Gilberto García     |     |
| 6          | MED        | Juan David Valencia |     |
| 21         | MED        | Harrison Otálvaro   | 69' |
| 20         | MED        | Alejandro Bernal    | 63' |
| 27         | DEL        | Luis Carlos Ruiz    | 73' |
| 16         | DEL        | Jonathan Copete     |     |
| Entrenador | Entrenador | Juan Carlos Osorio  |     |

| 1          | POR        | Róbinson Zapata         |     |
| 21         | DEF        | Francisco Javier Meza   |     |
| 3          | DEF        | Harold Cummings         |     |
| 6          | DEF        | Dairon Mosquera         |     |
| 17         | DEF        | Juan Daniel Roa         |     |
| 5          | MED        | Yulián Anchico          |     |
| 16         | MED        | Daniel Alejandro Torres |     |
| 18         | MED        | Armando Vargas          | 81' |
| 20         | MED        | Luis Manuel Seijas      |     |
| 19         | MED        | Wilson Morelo           |     |
| 11         | DEL        | Luis Páez               | 67' |
| Entrenador | Entrenador | Gustavo Costas          |     |

| 10 | DEL | Pablo Zeballos  | 63' |
| 24 | MED | Sebastián Pérez | 69' |
| 8  | MED | Diego Arias     | 73' |

| 23 | DEL | Luis Quiñónes | 67' |
| 26 | DEF | Yerry Mina    | 81' |

| Anotado         | 13' | Jonathan Copete  | 1-0 |
| Anotado · Penal | 57' | Luis Carlos Ruiz | 2-1 |

| Anotado | 44' | Wilson Morelo | 1-1 |

| Amonestado | 84' | Gilberto García |

| Amonestado | 45' | Dairon Mosquera |
| Amonestado | 55' | Harold Cummings |
| Amonestado | 83' | Francisco Meza  |

| Otorgado · Otorgado otra vez · Expulsado | 79' | Harold Cummings |

| Árbitro             | Wilson Lamouroux |
| Árbitros asistentes | Rafael Rivas     |
| Árbitros asistentes | Paolo Benítez    |
| Cuarto árbitro      | Gustavo Gonzalez |

| 34         | POR        | Franco Armani       |     |
| 2          | DEF        | Daniel Bocanegra    |     |
| 12         | DEF        | Alexis Henríquez    |     |
| 3          | DEF        | Óscar Murillo       |     |
| 14         | MED        | Jairo Palomino      |     |
| 22         | MED        | Gilberto García     |     |
| 6          | MED        | Juan David Valencia |     |
| 21         | MED        | Harrison Otálvaro   | 69' |
| 20         | MED        | Alejandro Bernal    | 63' |
| 27         | DEL        | Luis Carlos Ruiz    | 73' |
| 16         | DEL        | Jonathan Copete     |     |
| Entrenador | Entrenador | Juan Carlos Osorio  |     |

| 1          | POR        | Róbinson Zapata         |     |
| 21         | DEF        | Francisco Javier Meza   |     |
| 3          | DEF        | Harold Cummings         |     |
| 6          | DEF        | Dairon Mosquera         |     |
| 17         | DEF        | Juan Daniel Roa         |     |
| 5          | MED        | Yulián Anchico          |     |
| 16         | MED        | Daniel Alejandro Torres |     |
| 18         | MED        | Armando Vargas          | 81' |
| 20         | MED        | Luis Manuel Seijas      |     |
| 19         | MED        | Wilson Morelo           |     |
| 11         | DEL        | Luis Páez               | 67' |
| Entrenador | Entrenador | Gustavo Costas          |     |

| 10 | DEL | Pablo Zeballos  | 63' |
| 24 | MED | Sebastián Pérez | 69' |
| 8  | MED | Diego Arias     | 73' |

| 23 | DEL | Luis Quiñónes | 67' |
| 26 | DEF | Yerry Mina    | 81' |

| Anotado         | 13' | Jonathan Copete  | 1-0 |
| Anotado · Penal | 57' | Luis Carlos Ruiz | 2-1 |

| Anotado | 44' | Wilson Morelo | 1-1 |

| Amonestado | 84' | Gilberto García |

| Amonestado | 45' | Dairon Mosquera |
| Amonestado | 55' | Harold Cummings |
| Amonestado | 83' | Francisco Meza  |

| Otorgado · Otorgado otra vez · Expulsado | 79' | Harold Cummings |

| Árbitro             | Wilson Lamouroux |
| Árbitros asistentes | Rafael Rivas     |
| Árbitros asistentes | Paolo Benítez    |
| Cuarto árbitro      | Gustavo Gonzalez |

### Partido de vuelta
| 1          | POR        | Róbinson Zapata         |     |
| 21         | DEF        | Francisco Javier Meza   |     |
| 26         | DEF        | Yerry Mina              |     |
| 6          | DEF        | Dairon Mosquera         |     |
| 17         | DEF        | Juan Daniel Roa         |     |
| 5          | MED        | Yulián Anchico          |     |
| 16         | MED        | Daniel Alejandro Torres |     |
| 7          | MED        | Luis Carlos Arias       |     |
| 10         | MED        | Omar Pérez              | 82' |
| 9          | DEL        | Wilson Morelo           | 89' |
| 11         | DEL        | Luis Páez               | 62' |
| Entrenador | Entrenador | Gustavo Costas          |     |

| 34         | POR        | Franco Armani        |     |
| 5          | DEF        | Francisco Nájera Gil |     |
| 2          | DEF        | Daniel Bocanegra     |     |
| 12         | DEF        | Alexis Henríquez     |     |
| 19         | DEF        | Farid Díaz           |     |
| 14         | MED        | Jairo Palomino       |     |
| 22         | MED        | Gilberto García      |     |
| 8          | MED        | Diego Arias          | 62' |
| 21         | MED        | Harrison Otálvaro    | 58' |
| 27         | DEL        | Luis Carlos Ruiz     |     |
| 16         | DEL        | Jonathan Copete      | 69' |
| Entrenador | Entrenador | Juan Carlos Osorio   |     |

| 23 | DEL | Luis Quiñónes      | 62' |
| 18 | MED | Armando Vargas     | 82' |
| 20 | MED | Luis Manuel Seijas | 89' |

| 10 | DEL | Pablo Zeballos   | 58' |
| 24 | MED | Sebastián Pérez  | 62' |
| 18 | MED | Alejandro Guerra | 69' |

| Anotado | 33' | Yerry Mina | 1-0 |
| Anotado | 59' | Luis Páez  | 2-0 |

| Amonestado | 10' | Luis Carlos Arias       |
| Amonestado | 10' | Omar Pérez              |
| Amonestado | 20' | Daniel Alejandro Torres |
| Amonestado | 40' | Yulián Anchico          |

| Amonestado | 57' | Daniel Bocanegra |

| Árbitro:            | Luis Sánchez        |
| Árbitros asistentes | Alexander Guzmán    |
| Árbitros asistentes | Cristian de la Cruz |
| Cuarto árbitro      | Harold Perilla      |

| 1          | POR        | Róbinson Zapata         |     |
| 21         | DEF        | Francisco Javier Meza   |     |
| 26         | DEF        | Yerry Mina              |     |
| 6          | DEF        | Dairon Mosquera         |     |
| 17         | DEF        | Juan Daniel Roa         |     |
| 5          | MED        | Yulián Anchico          |     |
| 16         | MED        | Daniel Alejandro Torres |     |
| 7          | MED        | Luis Carlos Arias       |     |
| 10         | MED        | Omar Pérez              | 82' |
| 9          | DEL        | Wilson Morelo           | 89' |
| 11         | DEL        | Luis Páez               | 62' |
| Entrenador | Entrenador | Gustavo Costas          |     |

| 34         | POR        | Franco Armani        |     |
| 5          | DEF        | Francisco Nájera Gil |     |
| 2          | DEF        | Daniel Bocanegra     |     |
| 12         | DEF        | Alexis Henríquez     |     |
| 19         | DEF        | Farid Díaz           |     |
| 14         | MED        | Jairo Palomino       |     |
| 22         | MED        | Gilberto García      |     |
| 8          | MED        | Diego Arias          | 62' |
| 21         | MED        | Harrison Otálvaro    | 58' |
| 27         | DEL        | Luis Carlos Ruiz     |     |
| 16         | DEL        | Jonathan Copete      | 69' |
| Entrenador | Entrenador | Juan Carlos Osorio   |     |

| 23 | DEL | Luis Quiñónes      | 62' |
| 18 | MED | Armando Vargas     | 82' |
| 20 | MED | Luis Manuel Seijas | 89' |

| 10 | DEL | Pablo Zeballos   | 58' |
| 24 | MED | Sebastián Pérez  | 62' |
| 18 | MED | Alejandro Guerra | 69' |

| Anotado | 33' | Yerry Mina | 1-0 |
| Anotado | 59' | Luis Páez  | 2-0 |

| Amonestado | 10' | Luis Carlos Arias       |
| Amonestado | 10' | Omar Pérez              |
| Amonestado | 20' | Daniel Alejandro Torres |
| Amonestado | 40' | Yulián Anchico          |

| Amonestado | 57' | Daniel Bocanegra |

| Árbitro:            | Luis Sánchez        |
| Árbitros asistentes | Alexander Guzmán    |
| Árbitros asistentes | Cristian de la Cruz |
| Cuarto árbitro      | Harold Perilla      |

|                                           |
| Bandera de Colombia                       |
| Campeón Independiente Santa Fe 2.º título |

## Goleadores
| Jugador          | Equipo            | Goles | Minutos jugados | Promedio minutos por gol |
| ---------------- | ----------------- | ----- | --------------- | ------------------------ |
| Yerry Mina       | Santa Fe          | 1     | 99              | 99                       |
| Luis Páez        | Santa Fe          | 1     | 131             | 179'                     |
| Jonathan Copete  | Atlético Nacional | 1     | 159             | 159'                     |
| Luis Carlos Ruiz | Atlético Nacional | 1     | 163             | 163                      |
| Wilson Morelo    | Santa Fe          | 1     | 179             | 179'                     |
|                  |                   |       |                 |                          |